# Орлово (городской округ Клин)
Орлово — деревня в Клинском районе Московской области, в составе Воронинского сельского поселения. Население — 4 чел. (2010). До 2006 года Орлово входило в состав Слободского сельского округа
Деревня расположена в север-восточной части района, примерно в 27 км к северо-востоку от райцентра Клин, у границы с Тверской областью, на безымянном левом притоке реки Сестры, высота центра над уровнем моря 127 м. Ближайший населённый пункт — Андрианково в 2,5 км южнее.

## Население
| 2002 | 2006 | 2010 |
| ---- | ---- | ---- |
| 0    | →0   | ↗4   |